# Rudi Högner
Rudi Högner (14 avril 1907 - 24 février 1995) est un designer allemand.
Professeur de la chaire de conception technique de l' Institut für Maschinenelemente und Maschinenkonstruktion de l'Université Technique de Dresde (Technische Universität Dreden) 
Rudi Hogner a conçu du mobilier :
- chaise rembourrée (1950)

Rudi Högner a également conçu les faces de pièces est-allemances dans les années cinquante :
- 1, 5, 10 et 50 pfennig
- 1 et 2 Mark